# Купальница Ледебура
Купа́льница Ледебура (лат. Trollius ledebourii) — травянистое многолетнее растение рода Купальница семейства Лютиковые (Ranunculaceae). Немного напоминает купальницу китайскую (Trollius chinensis), от которой отличается деталями строения, сроками цветения и ареалом. Видовой эпитет дан Людвигом Райхенбахом в честь Карла Христиана Фридриха фон Ледебура, исследователя флоры Алтая и Сибири. Используется в качестве декоративного садового растения.

## Описание
Короткокорневищный многолетник, высотой до 40-100(130) см. Стебли голые, кустистые.
Прикорневые листья — длинночерешковые, пальчато-5-раздельные, с ромбическими долями, рассечёнными на пальчато-зубчатые дольки; стеблевые листья — сидячие.
Цветки одиночные, крупные, до 7-8 см в диаметре, ярко-оранжевые, редко жёлтые. Венчик цветка широко раскрыт и состоит из обычных широких краевых лепестков (чашелистиков) числом 10-12 штук, и десятков узких, вертикально стоящих. Они плотным частоколом окружают спутанный клубок недоразвитых тычинок — стаминодий, расположенных в самом центре. Листовки вместе с носиком 7—9 мм дл., носик 1—1.5 мм дл., прямой или слегка отогнут.

## Распространение
Естественным образом произрастает на сырых лугах, у ручьев, на высотах 100—900 м над уровнем моря. В Читинской области и на Дальнем Востоке России, Китай (Хэйлунцзян, Ляонин, северо-восток Внутренней Монголии).

## Агротехника и экология
Предпочитает плодородные и влажные почвы, переносит даже некоторое переувлажнение. Подпочва желательна глинистая, удерживающая почву от быстрого пересыхания. Неприемлемыми являются тощие, быстро теряющие влагу супесчаные субстраты с проницаемой подпочвой. Предпочитает легкую кружевную полутень, но может расти и на открытом солнце.